# فدراسیون جهانی تیراندازی
فدراسیون جهانی تیراندازی (انگلیسی: International Shooting Sport Federation) یا به اختصار ISSF نهاد اصلی اداره‌کننده و برگزاری مسابقات ورزش تیراندازی در جهان است.
این سازمان در سال ۱۹۰۷ تأسیس شده و مقر آن در مونیخ، آلمان است. فدراسیون جهانی تیراندازی مسابقات تیراندازی در بازی‌های المپیک تابستانی و مسابقات تیراندازی قهرمانی جهان را برگزار می‌کند.

## رویدادها
| Number | رویدادها                                 | نخستین | آخرین       |
| ------ | ---------------------------------------- | ------ | ----------- |
| 1      | مسابقات تیراندازی قهرمانی جهان           | ۱۸۹۷   | ۲۰۱۸ (۵۲ام) |
| 2      | جام جهانی تیراندازی                      | ۱۹۸۶   | ۲۰۲۲(۳۶ام)  |
| 3      | جام جهانی تیراندازی جوانان               | ۲۰۱۶   | ۲۰۲۱ (۵ام)  |
| 4      | مسابقات تیراندازی قهرمانی جوانان جهان    | ۲۰۱۷   | ۲۰۲۱(۲ام)   |
| 5      | مسابقات تیراندازی قهرمانی دانشجویان جهان | ۲۰۰۳   | ۲۰۱۸ (۷ام)  |
| 6      | مسابقات تیراندازی قهرمانی نظامیان جهان   | ۱۹۵۷   | ۲۰۱۷ (۵۰ام) |